# Andreas Reichlin
Andreas Reichlin (* 20. Februar 1968 in Zug) ist ein Schweizer Künstler und Designer. Er lebt und arbeitet in Immensee im Kanton Schwyz.

## Leben
Von 1984 bis 1988 absolvierte Reichlin eine Lehre als Holzbildhauer bei Josef Schibig in Steinen. Seine Weiterbildung holte er sich an der Schule für Gestaltung, Luzern, der Bildhauerschule Müllheim, TG, und an der Academie Carpentier de la Grande Chaumiere in Paris. Verschiedene Bildhauersymposien und Bildungsreisen bereichern sein freischaffendes Wirken. Seit 1997 arbeitet er in seinem neuen Atelier in Immensee, wo er 2004 mit den ersten Studien zum Feuerring begann.

## Werk
Den Ursprung in seinen Arbeiten finden Andreas Reichlins Plastiken in der runden Form des Rohres; diagonale Schnitte ergeben eine Dynamik, die das Runde mit dem Geraden in Verbindung bringt; Außenraum und Innenraum finden zueinander. In seiner Ausbildung war sein Werkstoff Holz. Heute sind seine Plastiken hauptsächlich aus Stahl. 2009 entwickelte Designer Reichlin den Feuerring: Skulptur und Grillgerät in einem. Markenschutz und Patenterteilung führten zur Firmengründung der Feuerring GmbH zusammen mit seiner Lebenspartnerin Beate Hoyer. Feuerring erhielt 2016 den internationalen Designpreis „Red Dot Award: best of the best“ für wegweisendes Design. Der prämierte Feuerring Tulip steht im Red Dot Design Museum, Zeche Zollverein, Essen/D. 2016 wurde das RezepteBuch FEUER & RING ebenfalls mit dem Red Dot Award: best of the best im Bereich Kommunikationsdesign ausgezeichnet. 2017 folgte der German Design Award als „Winner“ für den Feuerring Tulip und auch die Firma Feuerring GmbH selbst wird im gleichen Jahr mit dem German Brand Award für die beste Unternehmensmarke und erfolgreiche Markenführung ausgezeichnet.

## Ausstellungen (Auswahl)
- 1994: 1. Preis, Kunst am Bau, Schulhaus Ried, Muotathal/SZ
- 2000: Schlosspark Utenberg, Luzern
- 2001/2002/2005/2006: Galerie Reichlin, Küssnacht
- 2002: Skulpturenpark Dottenwil; Skulpturenpfad, Kleinandelfingen; Kunstagentur Diana Rausch, St. Gallen
- 2003: Galerie Objekta, Kreuzlingen
- 2004: Kunstraum Central, Heerbrugg; Schloss Sulzberg, Goldach; Skulptura Glarus; Amei Oberli, Erzenholz; Skulpturenpark Art-Felchlin, Schwyz
- 2004/2005/2006/2007/2010: Kunst Zürich
- 2005: Galerie Rigassi, Bern; Birkenweidli, Unterägeri; Kunst Schwyz, Rothenturm; 2006 Skulpturenpark „Le Milan“, La Roche; Skulptur 06, Muri; Triennale, Bad Ragaz
- 2007: Skulpturenweg Kulturberg, Belalp; Kunst im Rohbau, Küssnacht; Haus der Kunst, neuer Kunstsalon, München; Skulpturengalerie Willi Kraft, Zürich
- 2008: Kunstszene Schwyz, Pfäffikon; Künstlerhaus München; Kunst im Altbau, Altendorf
- 2008/2011: Galerie Mollwo[11], Riehen
- 2009: Ital-Reding-Haus, Schwyz
- 2010: Kulturtankstelle, Kleindöttingen; Galerie Meier, Arth
- 2011: Art, Karlsruhe; Galerie Carla Renggli, Zug

## Skulpturen im öffentlichen Raum (Auswahl)
- 1994: Kunst am Bau, Schulhaus Ried, Muotathal
- 1996: Madonna Kloster St. Karl, Altdorf
- 1997: Begegnung, Liebespaar, Psychiatrische Klinik, Littenheid
- 1998: Begegnung, Skulpturenweg Arth-Goldau
- 1999: Ankauf Schwyzer Kantonalbank, Küssnacht am Rigi
- 2004: Stimmen, Chromstahlplastik, SFS, Heerbrugg
- 2005: Inspiration, Chromstahlplastik, SFS, Valence, Frankreich
- 2010: Ankauf des Kantons Schwyz, Ankauf Zuger Kantonalbank
- 2011: Raiffeisenbank, Hünenberg

## Publikationen
- 2007: Katalog „Kunst im Rohbau“, Küssnacht am Rigi/SZ[12]
- 2008: Haus der Kunst, Neuer Kunstsalon, München/D
- 2008: Katalog „Kunst im Altbau“, Altendorf/SZ
- 2008: Kunstszene Schwyz[13]
- 2015: RezepteBuch Set FEUER & RING[14]
- 2017: Makers Bible[15]
- 2018: Garden Design Review[16]
- 2018: Makers Bible The Alps[17]